# 너클본스

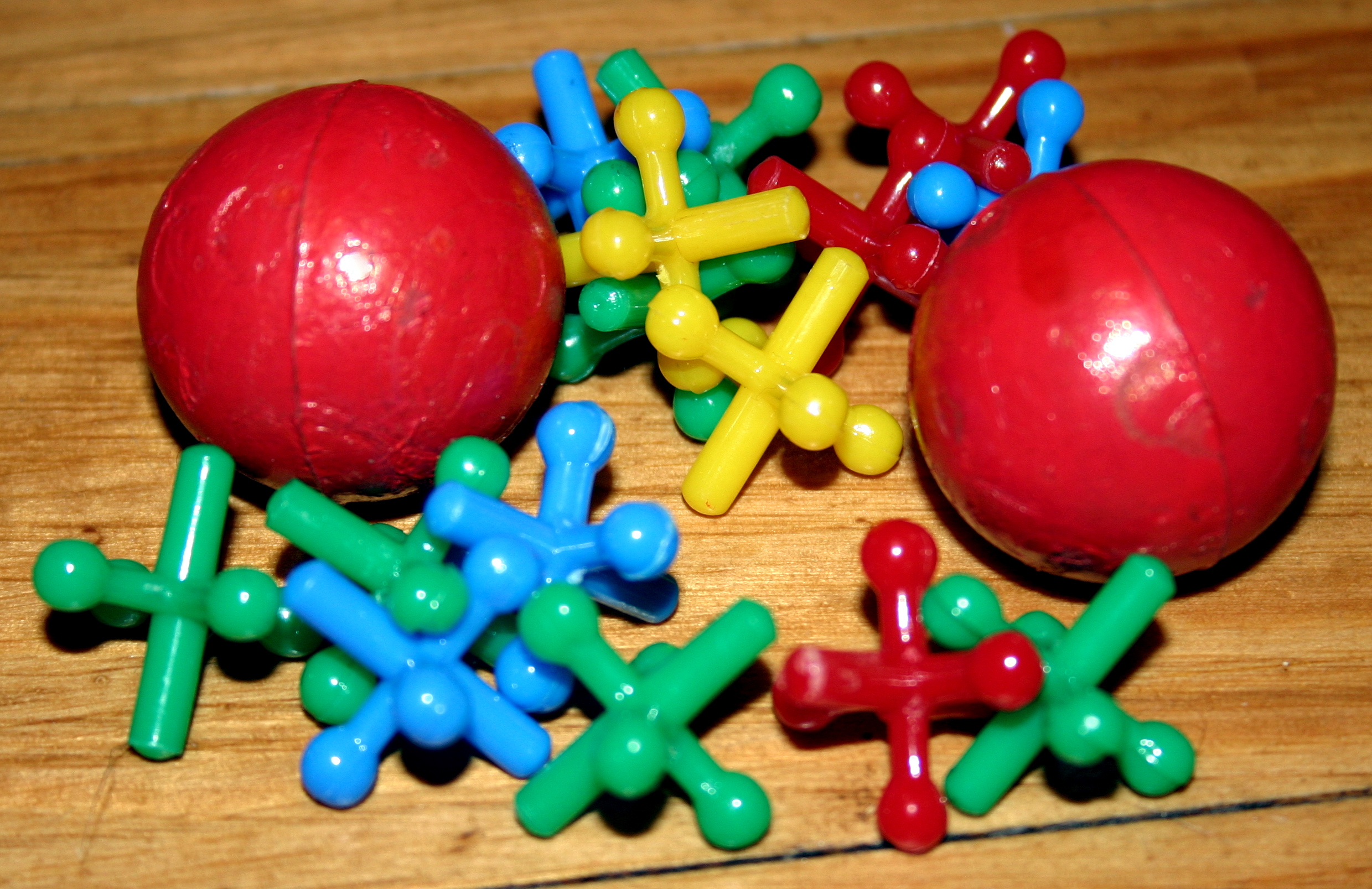
너클본스 셋트

너클본스(Knucklebones, 파이브스톤스(Fivestones), 잭스(Jacks)는 어린이 놀이의 일종으로, 일반적으로는 6개의 막대가 입체적으로 튀어 나온 작은 프레임 10 ~ 15개와 고무공을 사용한다.

## 같이 보기
- 공기놀이